# Port Harcourt

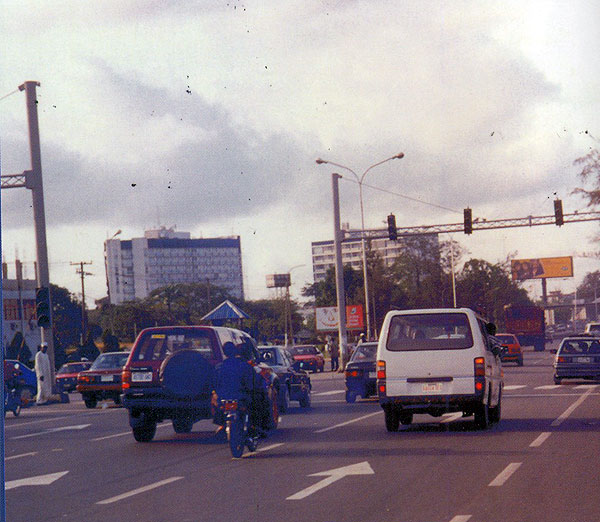
Gata i Port Harcourt.

Port Harcourt är en stad i Nigerdeltat i sydöstra Nigeria, 50 kilometer inåt landet från kusten. Den är administrativ huvudort för delstaten Rivers och täcker de båda distrikten Port Harcourt och Obio/Akpor. Folkmängden i dessa två distrikt var totalt 1 000 908 invånare vid folkräkningen 2006.
Port Harcourt är en viktig hamn- och industristad samt ett transportnav med internationell flygplats. Här finns petroleumraffinaderier med rörledning från uthamnen Bonny. Det exporteras palmolja, timmer, kol, tenn och olja. Industrin är varierad, med bland annat livsmedelsindustri, fiskförädling, oljeraffinaderier, pappersindustri och metallindustri. Staden har ett universitet, grundat 1971.
Port Harcourt grundades av britterna 1912 på land som traditionellt bebotts av ikwerre, en igbo-folkgrupp. Staden har tropiskt monsunklimat med mycket regn under största delen av året. Bara december och januari är relativt torra. Temperaturen är relativt jämn över året.